# باريس سان جيرمان
نادي باريس سان جيرمان لكرة القدم (بالفرنسية: Paris Saint-Germain Football Club) ويعرف اختصاراً باسم باريس سان جيرمان (بالفرنسية: Paris Saint-Germain) هو نادي كرة قدم فرنسي تأسّس في 12 أغسطس 1970 بعد دمج كل من باريس إف سي الذي تأسّس في عام 1969، ونادي استاد سان جيرمانوا الذي تأسّس في عام 1904، يقع مقره في مدينة باريس الفرنسيّة. وهو أحد الأعضاء المؤسسين لمجموعة جي–14 للأندية القياديّة في أوروبا التي تم إلغاؤها حاليًّا واستُبدِلَت برابطة الأندية الأوروبيّة، ويَرأسُ رئيسُ النادي ناصر الخليفي الآن هذه الرابطة منذ عام 2021.
كانت بداية تأسيس النادي أوائل سبعينيّات القرن العشرين نتاج رغبة لسد ثغرة عدم وجود فريق من المستوى العالي يُمثّل العاصمة الفرنسيّة، ووصل الفريق للدوري الممتاز بعد 4 أعوام من تأسيسه. ورغم حداثة سنّه مقارنة بمنافسيه إلا أنه يُعدّ أكثر الأندية الفرنسية حصدًا للألقاب عبر التاريخ بأكثر من أربعين بطولة محلية وقارية، ووصوله إلى نهائي دوري الأبطال في عام 2020. ومحليًّا فاز باريس ببطولة الدوري الفرنسي الدرجة الأولى 13 مرة، الدوري الفرنسي الدرجة الثانية مرة واحدة، وبكأس فرنسا 16 مرة، وببطولة كأس الأبطال الفرنسي 12 مرة، وببطولة كأس الرابطة الفرنسية 9 مرات. بينما، فاز على الصعيد القاري ببطولة دوري أبطال أوروبا وبطولة كأس الكؤوس الأوروبية وكأس السوبر الأوربي وكأس إنترتوتو مرة واحدة. ويعتبر أحد أنجح الأندية الفرنسيّة وواحد من ثلاث فرق فرنسيّة فقط استطاعت الفوز بألقاب أوروبيّة، مع كُلٍ من نادي مرسيليا وأولمبيك ليون.
يلعب الفريق مبارياته الرسمية على ملعب بارك دي برينس (بالفرنسية: Parc des Princes) والذي يعرف باسم حديقة الأمراء، وتبلغ السعة الإجمالية للمُتفرِّجين حوالي 45.127 متفرج. ويطلق على باريس لقب (بالفرنسية: Les Rouges et Bleus) والذي يعني الحُمْرْ والزرق، ولهذا فإن اللون الأزرق هو اللون الأساسي لقمصان الفريق، بينما الأحمر هو اللون الاحتياطي. أيضًا باريس هو صاحب أعلى حضور جماهيري في الملاعب الفرنسيّة بعد نادي مارسيليا
يتشارك كل من الفريق الباريسي ونادي مارسيليا في الشعور العدائي بينهم في مجال كرة القدم، فتعتبر مباريات الفريقين من أشهر ديربيات كرة القدم في فرنسا وتُعرَف باسم لو كلاسيك (بالفرنسية: Le Classique) أو كلاسيكو فرنسا ببساطة.
في عام 2011 اشترى جهاز قطر للاستثمار النادي الباريسي، مما جعله من أغنى أندية العالم. يرأس النادي حاليًّا ناصر الخليفي، ويدرّبه لويس إنريكي منذ يوليو 2023.

## التاريخ
مع نهاية ستينات القرن العشرين قرر مجموعة من كبار رجال الأعمال إنشاء ناد كبير يُمثل عاصمة الأنوار باريس ليرى النادي الوليد النور في 12 أغسطس عام 1970 بدعم من أكثر من 20 ألف مشترك كانوا يرغبون في رؤية ناد كبير في باريس، حيث قام غي كريسون الرئيس المدير العام لكالبرسون وبيار-اتيان غويو نائب رئيس راسينغ كلوب فرنسا، باقناع نادي مسؤولي استاد سان جيرمان بالانضمام إلى المشروع، وصادق الاتحاد الفرنسي على الاندماج بتاريخ 27 أغسطس 1970.

### 1970–1978: بداية التأسيس
ساهم الفريق الأول لسان جرمان أون-لاي، الذي حجز وقتها مقعده في الدرجة الوطنية (الدرجة الثانية سابقا)، في استمرار النادي الوليد في موسم 71–1970 حيث حقق النجاح منذ البداية بتتويجه ببطولة الدرجة الثانية واحتفل بصعوده للمرة الأولى لـ«الليغ 1».

اكتفى باريس سان جرمان في موسمه الأول في الدرجة الأولى بمرتبة مشرفة هي المركز السادس عشر، وخروجه من دوري الـ32 من كأس فرنسا وتميز هذا الموسم بفض الشراكة بين باريس سان جرمان وسانجرمانوا وتحديدا في 16 أيار/مايو، وانضم الفريق الاحترافي إلى نادي مونتروي وواصل مشواره في الدرجة الأولى تحت اسم باريس إف سي، في حين أن باريس سان جرمان اعتبر فريقا هاويا وهبط للدرجة الثالثة.

وفي الدرجة الثالثة استطاع الفريق أن يُنهي موسمه الأول في المركز الثاني في مجموعته واستفاد من انسحاب فريق كيفيلي، صاحب المركز الأول، للصعود إلى الدرجة الثانية. ليصعد للدرجة الثانية ابتداء من موسم 1973–74 تزامناً مع تخلى هنري باتريل الذي كان يبحث عن ممولين للنادي عن الرئاسة لصالح دانيال هيشتر، وتقدّم الفريق في بطولة كأس فرنسا رغم أنه كان يشارك من الدرجة الثانية حيث بلغ الدور ربع النهائي، وحل ثانيا في مجموعته في الدوري ليخوض دوراً فاصلاً مع نادي فالينسيان من أجل الصعود إلى الدرجة الأولى، خسر الفريق في الذهاب 2–1 خارج قواعده، لكنه فاز إياباً 2-4 على ملعب
بارك دي برينس في 4 يونيو 1974 ليحجز بطاقته في الدرجة الأولى، ولسخرية القدر هبط فريق باريس إف سي (شريكه السابق) في العام ذاته إلى الدرجة الثانية، ومنذ ذلك الحين، حافظ باريس سان جرمان على مكانته في الدرجة الأولى.

وفي أول مواسمه في الدرجة الأولى احتلّ المركز الخامس عشر في البطولة بعد تحقيقه لاثنى عشر فوزاً ومثله من التعادلات، وخسر أربعة عشر مرة، ليجمع 37 نقطة. وفي الموسم الثاني في الدرجة الأولى حلّ في المركز الرابع عشر في الدوري، وخرج من ربع نهائي كأس فرنسا على يد أولمبيك ليون،  وتحسن في الموسم الذي يليه؛ حيث حلّ في المركز التاسع في الدوري بـ42 نقطة، ثم في المركز الحادي عشر في موسم 1977–78.

### 1978–1990: بداية التألق والتواجد مع الكبار
تعتبر هذه الفترة بداية التألّق للفريق على الصعيد المحلي حيث بدأت مع استلام فرانسيس بوريلي مهام رئاسة النادي خلفاً لدانيال هيشتر في يناير/كانون الثاني 1978 وفرض نفسه بقوة في هذه الفترة بحلوله بانتظام في الثلث الأعلى من الترتيب العام، لكن أول ألقابه كانت في كأس فرنسا: في 15 مايو عام 1982، حين حقق اللقب الأول له على حساب سانت ايتيان التي كان يلعب في صفوفه آنذاك ميشيل بلاتيني، ثم حقق اللقب ذاته في 11 يونيو 1983 للمرة الثانية على التوالي على حساب نادي نانت بنتيجة 3-2، ووصل لدوري ربع نهائي من بطولة كأس أوروبا للأندية الفائزة بالكأس وخرج على يد واتيرش البلجيكي، كما أنه أنهى الموسم في المركز الثالث في الدوري، وجاء باريس سان جيرمان رابعاً في الدوري، وفي موسم 1983–84 خاض المباراة النهائية لكأس فرنسا للمرة الثالثة على التوالي عام 1985 لكنه خسرها هذه المرة أمام نادي موناكو،

وفي موسم 86–1985 تُوِّج الفريق بلقب بطل الدوري للمرة الأولى وحقق وقتها رقما قياسياً في عدد المباريات دون خسارة حيث بلغت 26 مباراة متتالية،، في 11 أبريل 1986 وبعد الفوز على موناكو (0–1) خلال المرحلة السادسة والثلاثين، توج باريس الذي كان يبتعد بفارق 4 نقاط، وبفارق كبير من الأهداف عن مطارديه المباشرين، بطلاً للدوري الفرنسي للمرة الأولى في تاريخه، بقيادة دومينيك روشتو وجويل باتس وسافيت سوسيتش ولويس فرنانديز، حقق باريس سان جرمان في هذا العام موسما استثنائيا تميز على الخصوص بسلسلة قياسية من 26 مباراة دون خسارة (17 فوزا و9 تعادلات)،
 وفي ختام الموسم سجل (23 فوزا، 10 تعادلات، 5 هزائم)، وصرح جيرار هوييه الذي كان مدربا للفريق وقتها: 
في نهاية هذه الحقبة كان الفريق الباريسي قد ظفر بلقبين في كأس فرنسا ولقباً في بطولة الدوري

### 1990–2000: الحقبة الذهبية ومقارعة كبار أوروبا
تعتبر حقبة التسعينيات حقبة ذهبية للنادي الباريسي رغم أن بدايتها لم تكن جيدة حيث كان موسم 1990–91 مفصلياً في تاريخ النادي، كان النادي يبحث في الكواليس عن دعم خارجي لمواجهة الصعوبات المالية، وبعد أن أصبح جمعية بموجب قانون 1901 وبانظمة معززة خلال جمعيته العمومية في 13 ديسمبر 1990؛ توص باريس سان جيرمان أواخر مايو 1991 لاتفاق مع قناة كنال+ وبلدية باريس لتبني الفريق،

استعاد باريس عافيته بعد تحديثه وتعيين مدرب جديد على رأس إدارته الفنية هو البرتغالي ارتور جورج، منذ ذلك الحين وهو يحجز مقعده في الكؤوس الأوروبية، حيث حقق مساراً تصاعديا قاده إلى نتائج باهرة موسم 1992–93 حيث وصل لنصف النهائي في كأس الاتحاد الأوروبي (الدوري الأوروبي حالياً)، بعد أن أقصى ريال مدريد في ربع النهائي بفوزه عليه 4–1 في مجموع المباراتين،  في مارس 1993، وحقق المركز الثاني في الدوري، وفاز بلقب كأس فرنسا للمرة الثالثة في تاريخه،

موسم 1993–94: كان هذا الموسم متميزاً للنادي أيضاً حيث تمكن من إحراز اللقب الثاني له في الدوري مع رقم قياسي جديد في عدد المباريات دون خسارة (27 مباراة على التوالي)، ووصل لنصف نهائي كأس الكؤوس الأوروبية وخرج على يد نادي آرسنال الإنجليزي.

موسم 1994–95: أفضل موسم للنادي في تاريخه بدأه بطل فرنسا بالتعاقد مع المدرب لويس فرنانديز أحد أساطير النادي في الثمانينات فتألق على الصعيد المحلي بإحرازه لأول ثنائية في تاريخه، بدأها في انتزاعه لبطولة كأس الرابطة الفرنسية للمرة الأولى في تاريخه وأتبعها باسترجاعه لبطولته المفضلة كأس فرنسا والظفر بها للمرة الرابعة في تاريخه، وعلى الصعيد الأوروبي قدّم النادي أفضل موسم له على الإطلاق بمشاركته للمرة الثانية بعد غياب لثماني سنوات، وضم
سان جبرمان في صفوفه، البرازيلي راي والفرنسي دافيد جينولا والليبيري جورج ويا،

أوقعته القرعة في مجموعة صعبة ضمت بايرن ميونخ وسبارتاك موسكو ودينامو كييف لكنه لم يشعر بأي عقدة نقص وذلك بعد إنهائه دور
المجموعات في صدارة المجموعة محققا ستة انتصارات متتالية (في إنجاز نادر الحدوث) بعد أن تغلب على جميع خصومه بالفوز ذهاباً وإياباً، ثم تخطى سان جيرمان العملاق الإسباني برشلونة في ربع النهائي بعد التعادل 1–1 في ملعب الكامب نو، وفوز باريس في البارك دي برينس بهدفين لواحد قبل أن يخرج على يد العملاق الإيطالي إيه سي ميلان في نصف
النهائي (1–0 و2–0).

موسم 1995–96: كان هذا الموسم الذي صادف الذكرى الـ25 لتأسيس النادي موسماً مُكملاً لسابقيه حيث دخله الفريق بعد ثلاث أدوار نصف نهائية متتالية في الكأس القارية، وكان الطموح هذه المرة هو إحراز الكأس الأوروبية الأولى في تاريخه، أزاح الفريق في طريقه كلاً من سلتيك غلاسكو الإسكتلندي وبارما الإيطالي وديبورتيفو لا كورونيا الإسباني للوصول للمباراة النهائية في بروكسل في الثامن من مايو 1996 أمام رابيد فيينا النمساوي وحقق مسعاه باللقب القاري الأول بفضل هدف لبرونو نغوتي.

موسم 1996–97: بدأ الموسم بالتعاقد مع إدارة فنية جديدة بقيادة ريكاردو غوميز (مدير عام) وجويل باتس (مدرب)، وعلى الرغم من تجديد دماء الفريق إلا أنه نجح في التأهل مرة أخرى إلى المباراة النهائية لكأس الكؤوس الأوروبية وخسرها أمام نادي برشلونة الإسباني ونجمه البرازيلي الظاهرة رونالدو، هذه الوصافة جعلت باريس سان جيرمان يشارك في مسابقة دوري أبطال أوروبا في الموسم الموالي.

وشهد عام 1997 تغييرا في ملكية وأسهم النادي؛ فبعد زيادة رأس المال، الذي عزز المركز المالي للنادي (اجتماع الجمعية العامة غير العادية في 21 أبريل 1997)،
تغيرت ملكية النادي وأصبحت على النحو التالي: 56,7% لكانال بلوس، و34% للجمعية، و9,3% للأقلية

موسم 1997–98: حقق باريس سان جرمان نتائج مخيبة على الصعيد الأوروبي حيث خرج للمرة الأولى في عهد كانال بلوس قبل الدور ربع النهائي لمسابقة دوري أبطال أوروبا، كما عانى الأمرين في الدوري، ولكن عوض ذلك على صعيد المسابقات حينما خرج النادي بقيادة نجمه القائد البرازيلي راي
بلقبين محليين هما كأس فرنسا وكأس الرابطة (في ثاني ثنائية للفريق في ظرف ثلاث سنوات.

موسم 1998–99: كان موسم التغيير داخل النادي بعد سبعة مواسم من الرئاسة، ترك ميشال دينيزو منصبه لشارل بييتري الذي كان رئيس الفرع متعدد الرياضات للنادي منذ عام 1992 وعين بييتري الذي شغل في السابق منصب مدير قسم الرياضات في كانال بلوس، الآن جيريس، أحد نجوم ما يُعرف بـ«الرباعي السحري الشهير للمنتخب الفرنسي» (إلى جانب ميشال بلاتيني وجان تيغانا ولويس فرنانديز)، على رأس الإدارة الفنية للنادي، لكن الاقصاء
المبكر «نسبياً» من دور الـ16 لمسابقة كأس الكؤوس الأوروبية ثم البداية الصعبة في الدوري المحلي
عجلت باقالته في نوفمبر ليحلّ مكانه أرتور جورج ودينيس تروش اللذان كانت مهمتها إعادة الهيبة لصفوف الفريق وبعد شهر واحد؛ تخلى بييتري عن منصب الرئاسة للوران بيربير المدير العام المساعد المكلف بالشؤون المالية لكانال بلوس، ليُعين جان لوك لامارش مديرا رياضيا للفريق، لكن الفريق فشل في الخروج من أزمة النتائج، وبعد الخروج المزدوج من مسابقتي كأس فرنسا وكأس الرابطة، استقال ارتور جورج من منصبه في منتصف شهر مارس، وحل مكانه
فيليب بيرجيرو الذي كان يشغل وقتها المدرب المساعد لمدرب حراس المرمى،
وبعدما أنقذ النادي من الهبوط إلى الدرجة الثانية، تابع بيرجيرو مهمته على رأس الفريق، ويُحقق نتائج مذهلة أعادت الفريق لمصاف الكبار والمشاركة في مسابقة دوري أبطال أوروبا مجدداً.

## الشعار

شعار النادي بين عامي 1970–1972
شعار النادي في الفترة ما بين 1972–1982 و1990–1992
بين عامي 1982–1992
شعار النادي بين عامي 1986–1987
شعار النادي بين عامي 1992–1996
شعار النادي بين عامي 1996–2002
شعار النادي بين عامي 2002–2013
شعار النادي في عام 2010 بمناسبة بمرور 40 عاماً على تأسيسه
شعار الفريق منذ 2013 حتى الآن
شعار الفريق بمناسبة مرور 50 عاماً على تأسيسه

## المشجعون
يُعتبر باريس سان جيرمان هو نادي كرة القدم الأكثر شعبية في فرنسا وأحد الفرق الأكثر شعبية في العالم. من بين مشجعي باريس سان جيرمان المشهورين نيكولا ساركوزي، يانيس أنتيتوكونمبو، توني باركر، فيكتوريا أزارينكا، يانيك نواه، جان بول بلموندو، بوبا، توم برايدي، فابيو كوارتارارو، باتريك ديمبسي، دي جي سنيك، بيير جاسلي، ميراي ماتيو، وتيدي رينر.

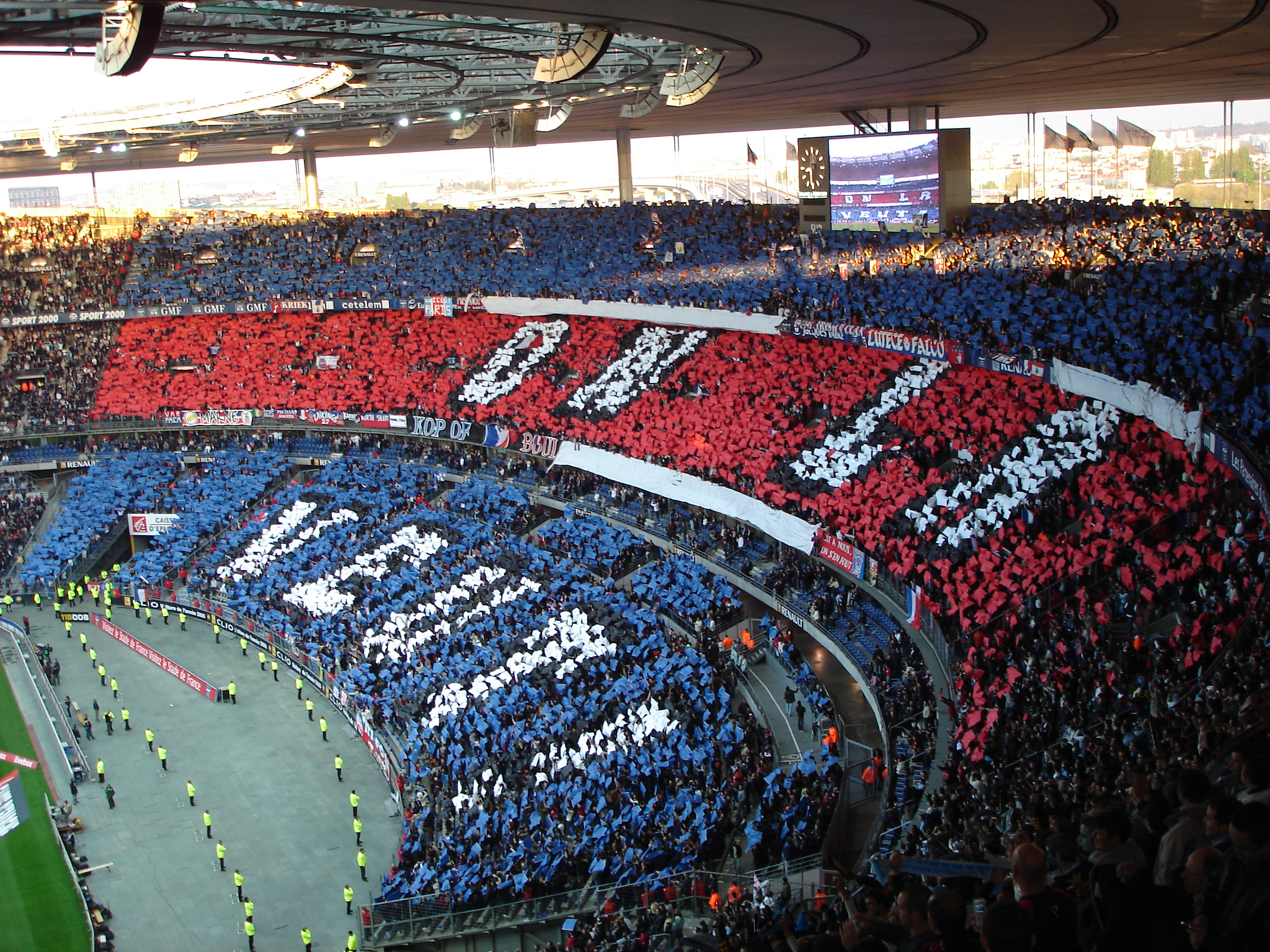
مشجعو باريس سان جيرمان قبل نهائي كأس فرنسا 2006 ضد غريمه التقليدي مارسيليا.

بسبب افتقاره إلى قاعدة جماهيرية كبيرة ومتحمسة، بدأ النادي في تقديم تذاكر موسمية أرخص للمشجعين الشباب في عام 1976. تم وضع هذه المشجعين في كوب كيه، الواقعة في قسم كيه من مدرج باريس في بارك دي برينس. بعد زيادة أسعار التذاكر، انتقل مشجعو فريق كوب كيه إلى مدرجات فريق بولوني في عام 1978، ومن هنا وُلِد فريق كوب بولوني (كوب). هناك، تأسست أول مجموعة مشجعين على الطراز الإيطالي تابعة للنادي، بولوني بويز، في عام 1985. لكن مجموعات أخرى من أعضاء حزب العدالة والتنمية اعتبرت مثيري الشغب البريطانيين قدوة مشكوك فيها، الأمر الذي أدى إلى تصاعد العنف بسرعة. منذ ذلك الحين، ارتبطت مجموعات مشجعي فريق باريس سان جيرمان بأعمال الشغب في ملاعب كرة القدم.
استجاب مالك نادي باريس سان جيرمان، قناة كنال+، في عام 1991 بتشجيع وتمويل المشجعين غير العنيفين من مدرج فريق كوب بولوني للتواجد في مدرج أوتويل في الطرف الآخر من ملعب بارك دي برينس. وُلدت فيراج أوتويل، إلى جانب سوبراس أوتويل، أكثر الألتراس شهرة. في البداية نجح هذا الإجراء، لكن ببطء نشأ تنافس عنيف بين المدرجين. وصلت الأمور إلى ذروتها في عام 2010 قبل مباراة ضد الغريم التقليدي مارسيليا في باريس. قُتل مشجع بولوني يان لورانس في شجار بين مجموعتين من المدرجات خارج ملعب بارك دي برينس، مما أجبر رئيس باريس سان جيرمان روبن ليبروكس على اتخاذ إجراء.
قام النادي بنفي مجموعات المشجعين من بارك دي برينس ومنعهم من حضور جميع مباريات باريس سان جيرمان في ما عُرف بخطة ليبروكس. وقد جعل ذلك باريس سان جيرمان يدفع الثمن من حيث الأجواء، حيث أصبح أحد أكثر الملاعب الأوروبية إثارة للخوف الآن هادئًا. من جانبهم، شكل مشجعو فيراج أوتويل السابقون مجموعة ألتراس باريس (كوب) في فبراير 2016، بهدف استعادة مكانهم في الملعب. في أكتوبر 2016، بعد غياب دام ست سنوات، وافق النادي على عودتهم. تتجمع مجموعة ألتراس باريس (كوب) حاليًا في نهاية أوتويل من الملعب، وهي رابطة الألتراس الوحيدة المعترف بها رسميًا من قبل باريس سان جيرمان. بدأت حركة الألتراس أيضًا في العودة إلى الحياة في مدرج بولون. تحاول مجموعات جديدة مثل بلوك باريزي والمقاومة الباريسية إقناع النادي بإعادة إطلاق كوب بولون.

## الكلاسيكو

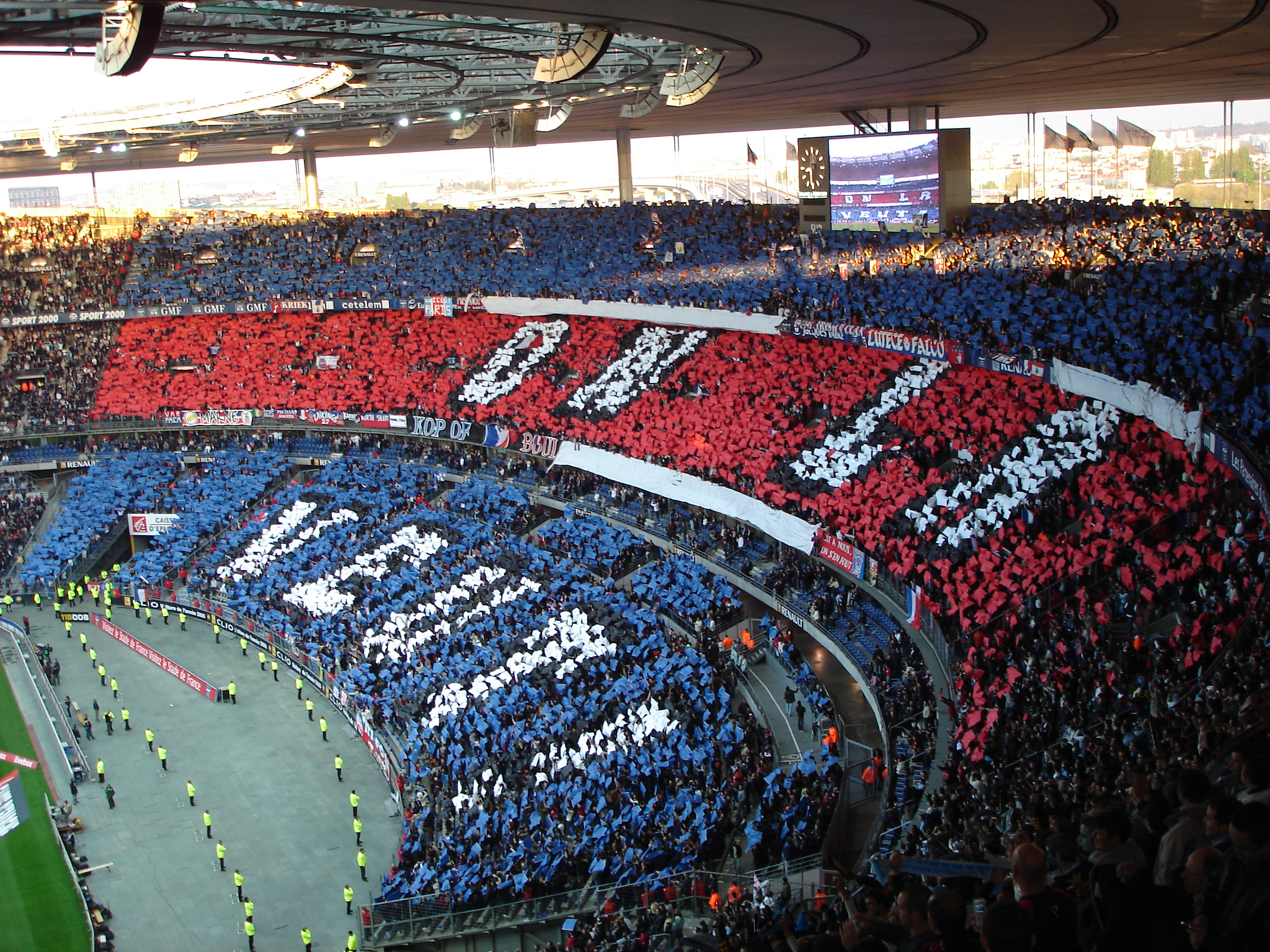
"تيفو" جماهير باريس سان جيرمان في المباراة النهائية لكأس فرنسا 2006 بين الفريقين

كلاسيكو فرنسا أو الكلاسيك أو لو كلاسيك (بالفرنسية: Le Classique) هو الاسم الذي يُطلق على مباريات فريقي باريس سان جيرمان وأولمبيك مارسيليا، وهما اثنين من أكبر الأندية الفرنسية وهناك تنافس كبير بين الفريقين منذ أول لقاء جمعهما في 12 ديسمبر 1971 في ملعب الفيلودروم بمارسيليا ضمن منافسات دوري الدرجة الأولى الفرنسي موسم 1971–72، وتصل المنافسة بينهما لأبعد من منافسة في كرة القدم، حيث تعتبر منافسة ثقافية وفكرية بين الشمال والجنوب ممثلاً في أهم أكبر وأهمّ مدينتين في فرنسا (باريس في الشمال ومارسيليا في الجنوب).
في نهاية عام 2000 سعت قناة كنال+ الرائدة في فرنسا إطلاق اسم «الكلاسيكو» عليه، على غرار اسم «الكلاسيكو» في إسبانيا، والذي يطلق على مباريات ريال مدريد وغريمه برشلونة، غير أن صحيفة ليكيب تُفضّل تسميته بـ«الكلاسيك» وهي الأفصح باللغة الفرنسية.
آخر تحديث 16 مارس 2024.
| البطولة              | مواجهات | فاز   | فاز      | تعادل | الأهداف | الأهداف  | فارق الأهداف | فارق الأهداف |
| البطولة              | مواجهات | باريس | مارسيليا | تعادل | باريس   | مارسيليا | باريس        | مارسيليا     |
| -------------------- | ------- | ----- | -------- | ----- | ------- | -------- | ------------ | ------------ |
| الدوري الفرنسي       | 91      | 39    | 32       | 20    | 130     | 106      | +24          | −24          |
| كأس فرنسا            | 14      | 10    | 2        | 2     | 27      | 13       | +14          | −14          |
| كأس الرابطة الفرنسية | 2       | 2     | 0        | 0     | 5       | 2        | +3           | −3           |
| كأس الأبطال الفرنسي  | 2       | 1     | 0        | 1     | 2       | 1        | +1           | −1           |
| المجموع              | 109     | 52    | 34       | 23    | 164     | 122      | +42          | −42          |

## الملعب

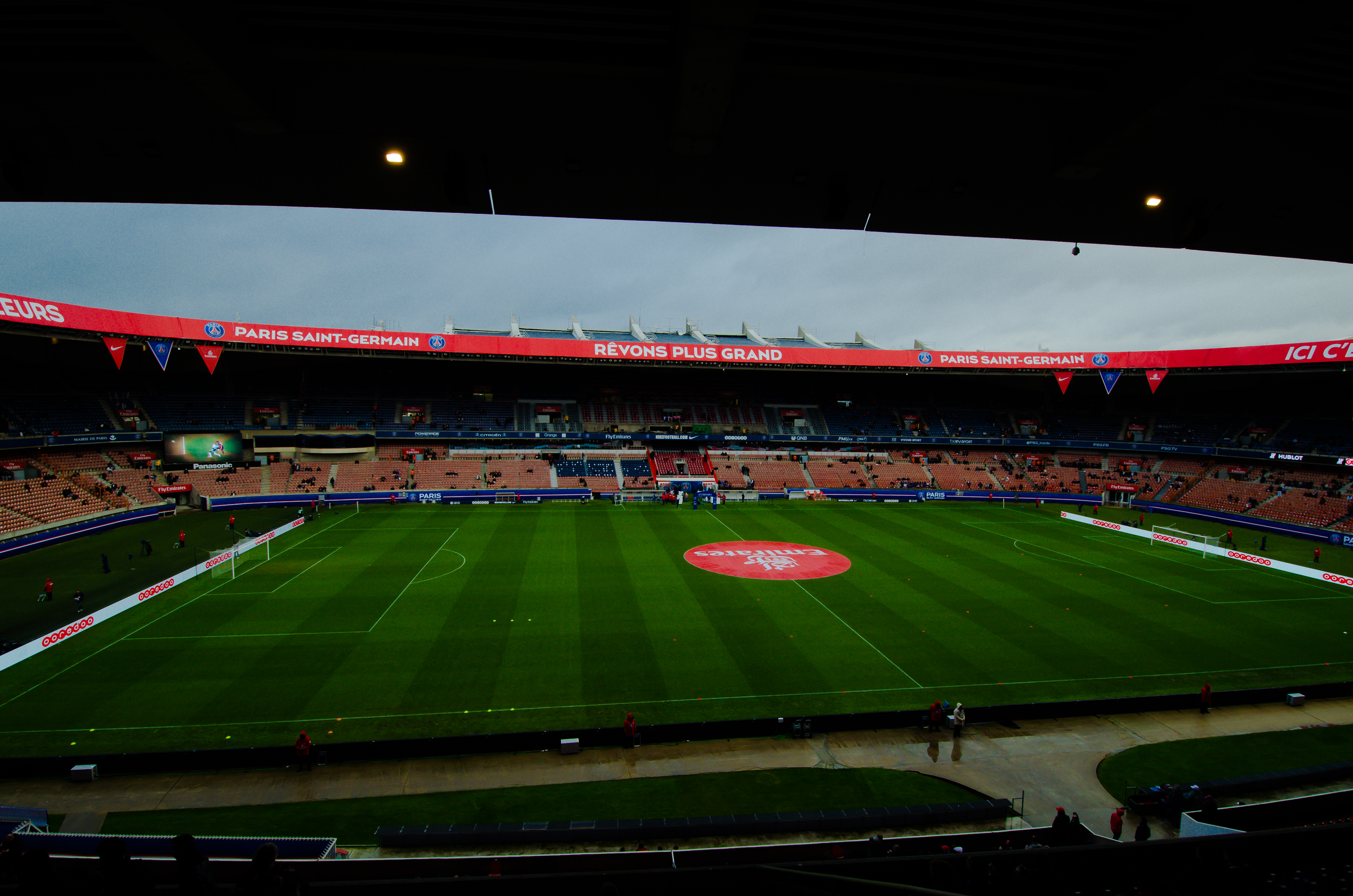
ملعب بارك دي برينس من الداخل

ملعب بارك دي برانس (بالفرنسية: Parc des Princes) والذي يعرف باسم ملعب الأمراء، هو ملعب لكرة القدم يقع في الجانب الغربي العاصمة الفرنسية مدينة باريس، وأفتتح في يوم 4 يونيو 1972. وتبلغ السعة الإجمالية للمتفرجين حوالي 45.127 متفرج، ويعتبر المقر الرئيسي لفريق باريس سان جيرمان لكرة القدم منذ عام 1973.
يعتبر ملعب الأمراء رابع أكبر ملعب في فرنسا من حيث المساحة. وكان في السابق يعتبر الملعب الرئيسي لمنتخب فرنسا لكرة القدم حتى تم بناء ملعب فرنسا سنة 1998 لاحتضان منافسات نهائيات كأس العالم لكرة القدم 1998. وأقيمت فيه مباراتين من منافسات كأس العالم 1998 التي نظمت آنذاك في فرنسا، كذلك استضاف الملعب منافسات بطولة أمم أوروبا لكرة القدم 1984 وبطولة أمم أوروبا لكرة القدم 2016. وأستضاف أيضا الملعب 3 نهائيات من دوري أبطال أوروبا أعوام 1956 و1975 و1981. وأستضاف كذلك نهائي كأس الإتحاد الأوروبي (الدوري الأوروبي حالياً) في عام 1998. أما في بطولة كأس الكؤوس الأوروبية فقد احتضن الملعب نهائيين أعوام 1978 و1995. كذلك في عام 2001 استضاف الملعب نهائي كأس إنترتوتو. في عام 2019 استضاف الملعب كأس العالم للسيدات لأول مرة. وفي عام 2024 استضاف مباريات كرة القدم في الألعاب الأولمبية الصيفية 2024.

## الرعاة وموفروا القميص

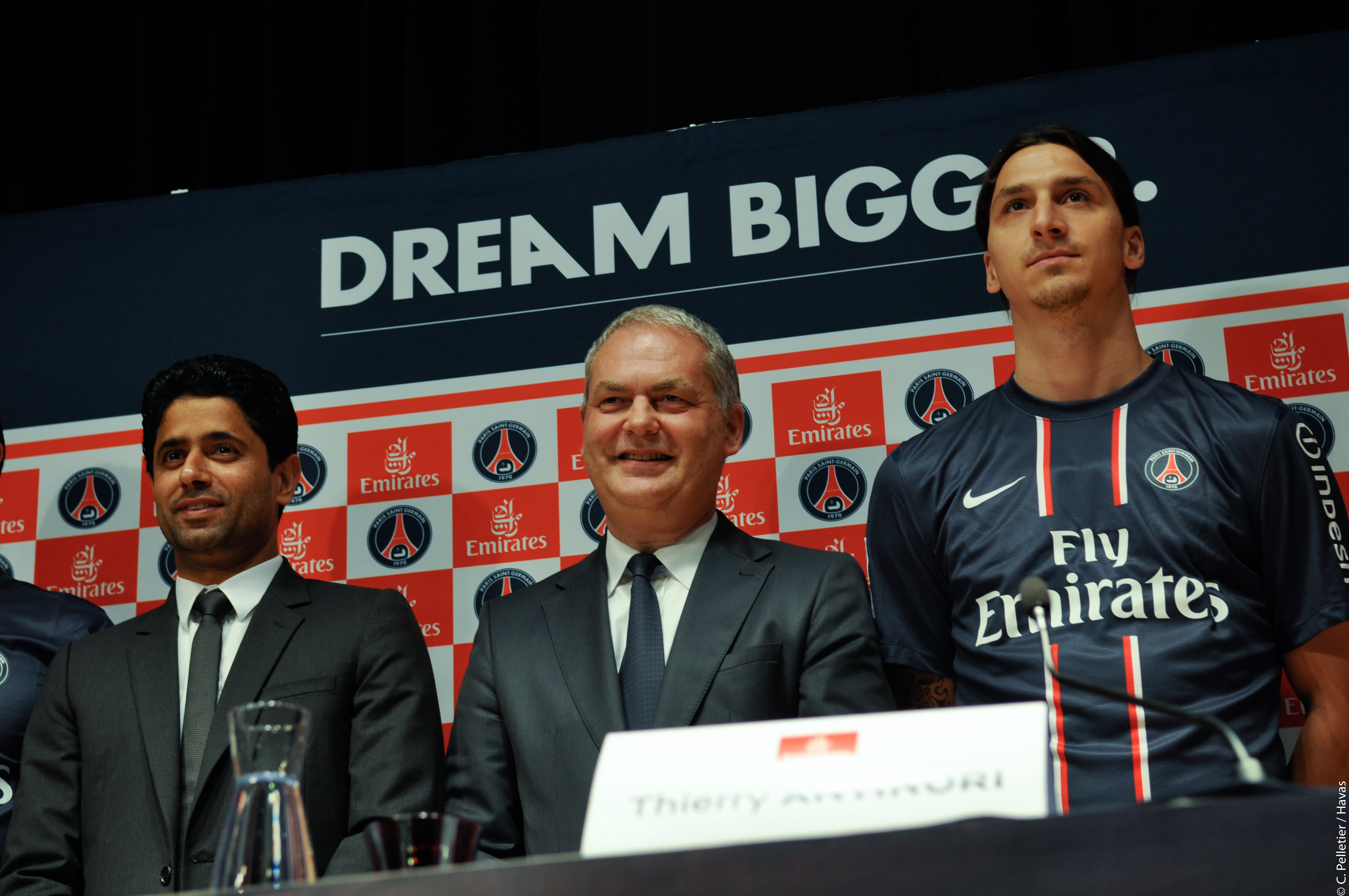
رئيس النادي ناصر الخليفي بجانب ثيري أنتينوري نائب رئيس شركة طيران الإمارات الراعي الرسمي للفريق منذ عام 2006 أثناء تقديم لاعب الفريق زلاتان إبراهيموفيتش عام 2012.

| الفترة    | موفر القميص    | الراعي الرسمي         |
| --------- | -------------- | --------------------- |
| 1970–1972 | لو كوب سبورتيف | لا يوجد               |
| 1972–1973 | لو كوب سبورتيف | مونتريال              |
| 1973–1974 | لو كوب سبورتيف | كندا دراي             |
| 1974–1975 | لو كوب سبورتيف | ار تي ال              |
| 1975–1976 | كوبا           | ار تي ال              |
| 1976–1977 | لو كوب سبورتيف | ار تي ال              |
| 1977–1978 | بوني           | ار تي ال              |
| 1978–1986 | لو كوب سبورتيف | ار تي ال              |
| 1986–1988 | أديداس         | آر تي إل، كنال+       |
| 1988–1989 | أديداس         | آر تي إل، لو سينك     |
| 1989–1990 | نايكي          | آر تي إل، تي دي كاي   |
| 1990–1991 | نايكي          | آر تي إل، ألان أفليلو |
| 1991–1992 | نايكي          | كومودور، شركة مولر    |
| 1992–1994 | نايكي          | كومودور، تورتل        |
| 1994–1995 | نايكي          | سيات، تورتل           |
| 1995–2002 | نايكي          | أوبل                  |
| 2002–2006 | نايكي          | تومسون                |
| 2006–2019 | نايكي          | طيران الإمارات        |
| 2019–2022 | نايكي          | أكور                  |
| 2022–     | نايكي          | الخطوط الجوية القطرية |

## الإنجازات
| نوع البطولة | البطولة                       | عدد الألقاب | مواسم الفوز |
| ----------- | ----------------------------- | ----------- | --- |
| محلية       | الدوري الفرنسي الدرجة الأولى  | 13          | 1985–86، 1993–94، 2012–13، 2013–14، 2014–15، 2015–16، 2017–18، 2018–19، 2019–20، 2021–22، 2022–23، 2023-24، 2024–25                            |
| محلية       | كأس فرنسا                     | 16          | 1981–82، 1982–83، 1992–93، 1994–95، 1997–98، 2003–04، 2005–06، 2009–10، 2014–15، 2015–16، 2016–17، 2017–18، 2019–20، 2020–21، 2023–24، 2024–25 |
| محلية       | كأس الرابطة الفرنسية          | 9           | 1994–95، 1997–98، 2007–08، 2013–14، 2014–15، 2015–16، 2016–17، 2017–18، 2019–20.                                                               |
| محلية       | كأس الأبطال الفرنسي           | 13          | 1995، 1998، 2013، 2014، 2015، 2016، 2017، 2018، 2019، 2020، 2022، 2023، 2024                                                                   |
| محلية       | الدوري الفرنسي الدرجة الثانية | 1           | 1970–71 |
| قارية       | دوري أبطال أوروبا             | 1           | 2024–25 |
| قارية       | كأس الكؤوس الأوروبية          | 1           | 1996 |
| قارية       | كأس السوبر الأوروبي           | 1           | 2025 |
| قارية       | كأس إنترتوتو                  | 1           | 2001 |

- ينفرد بالرقم القياسي

## اللاعبون

### تشكيلة الفريق الحالية

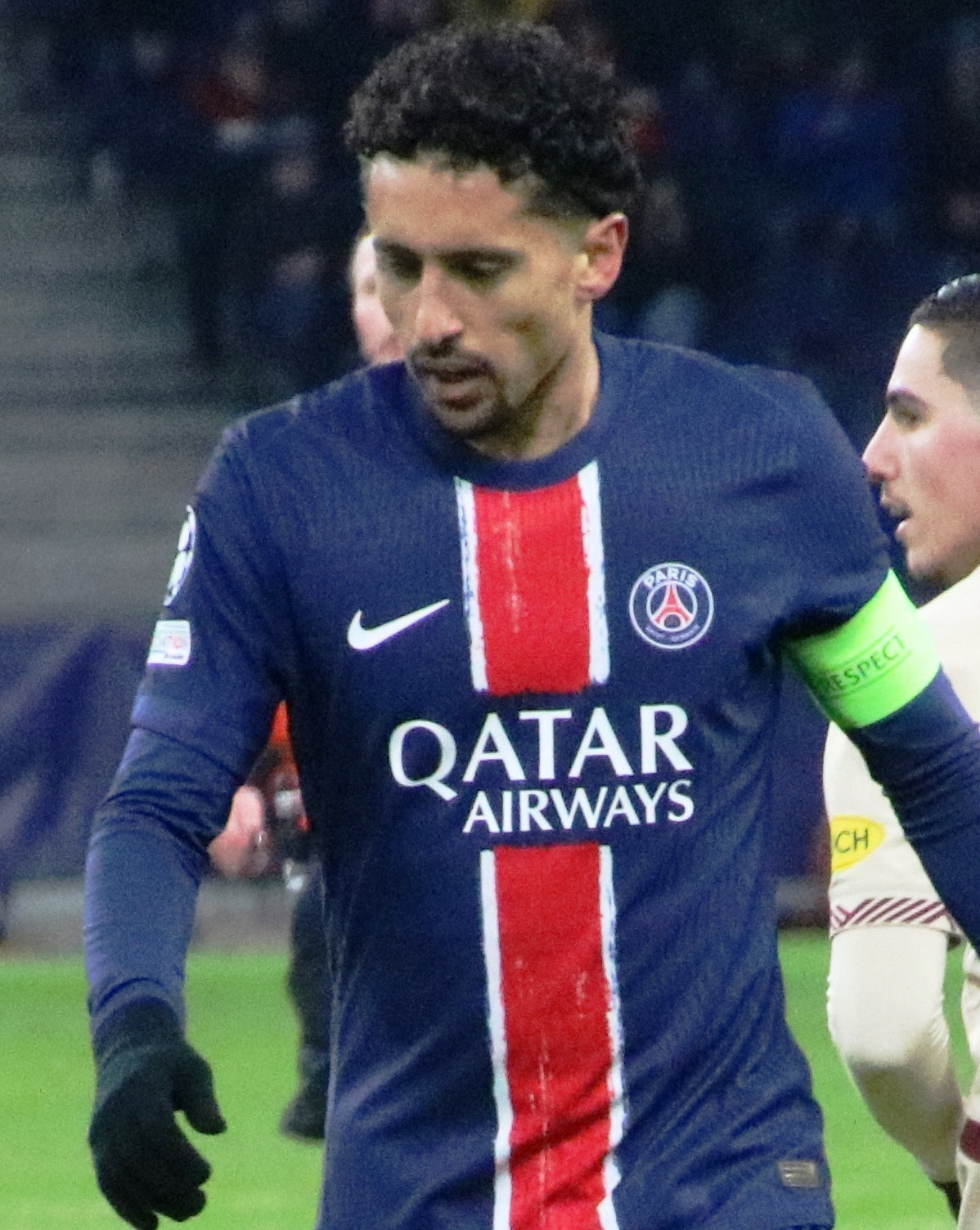
ماركينيوس قائد الفريق

آخر تحديث 23 يناير 2025.
ملاحظة: تشير الأعلام إلى المنتخب بحسب قواعد الأهلية المعتمدة من قبل الفيفا؛ تنطبق بعض الاستثناءات المحدودة. وقد يحمل اللاعبون أكثر من جنسية لا تعترف بها الفيفا.
| الرقم | البلد          | المركز | اللاعب              |
| ----- | -------------- | ------ | ------------------- |
| 1     | إيطاليا        | حارس   | جانلويجي دوناروما   |
| 2     | المغرب         | مدافع  | أشرف حكيمي          |
| 3     | فرنسا          | مدافع  | بريسنيل كيمبيمبي    |
| 5     | البرازيل       | مدافع  | ماركينيوس           |
| 7     | جورجيا         | مهاجم  | خفيتشا كفاراتسخيليا |
| 8     | إسبانيا        | وسط    | فابيان رويز         |
| 9     | البرتغال       | مهاجم  | غونسالو راموس       |
| 10    | فرنسا          | مهاجم  | عثمان ديمبيلي       |
| 11    | إسبانيا        | مهاجم  | ماركو أسينسيو       |
| 14    | فرنسا          | مهاجم  | ديزيري دوي          |
| 17    | البرتغال       | وسط    | فيتينيا             |
| 19    | كوريا الجنوبية | وسط    | لي كانغ إن          |
| 21    | فرنسا          | مدافع  | لوكاس هيرنانديز     |

| الرقم | البلد     | المركز | اللاعب           |
| ----- | --------- | ------ | ---------------- |
| 24    | فرنسا     | وسط    | سيني مايولو      |
| 25    | البرتغال  | مدافع  | نونو مينديش      |
| 29    | فرنسا     | مهاجم  | برادلي باركولا   |
| 33    | فرنسا     | وسط    | وارن زائير إيمري |
| 35    | البرازيل  | مدافع  | لوكاس بيرالدو    |
| 37    | سلوفاكيا  | مدافع  | ميلان شكرينيار   |
| 39    | روسيا     | حارس   | ماتفي سافونوف    |
| 42    | فرنسا     | مدافع  | يورام زاغي       |
| 45    | المغرب    | مدافع  | نوفل الحناش      |
| 49    | فرنسا     | مهاجم  | إبراهيم مباي     |
| 51    | الإكوادور | مدافع  | ويليام باتشو     |
| 80    | إسبانيا   | حارس   | أرناو تيناس      |
| 87    | البرتغال  | وسط    | جواو نيفيز       |

### المعارون
- تنتهي إعارة جميع اللاعبين في 30 يونيو 2024.[36]

ملاحظة: تشير الأعلام إلى المنتخب بحسب قواعد الأهلية المعتمدة من قبل الفيفا؛ تنطبق بعض الاستثناءات المحدودة. وقد يحمل اللاعبون أكثر من جنسية لا تعترف بها الفيفا.
| الرقم | البلد    | المركز | اللاعب                                    |
| ----- | -------- | ------ | ----------------------------------------- |
| —     | فرنسا    | حارس   | لوكاس لافالي (إلى نادي دونكيرك)           |
| —     | إسبانيا  | مدافع  | خوان بيرنات (إلى نادي بنفيكا)             |
| —     | فرنسا    | مدافع  | كولين داغبا (إلى نادي أوكسير)             |
| —     | فرنسا    | مدافع  | فيموج مونتو وا مونغو (إلى نادي تورينو)    |
| —     | إسبانيا  | وسط    | إسماعيل الغربي (إلى نادي ستاد لوزان أوشي) |
| —     | فرنسا    | وسط    | أيمن كاري (إلى نادي لوريون)               |
| —     | البرازيل | وسط    | غابرييل موسكاردو (إلى نادي كورينثيانز)    |
| —     | إيطاليا  | وسط    | شير ندور (إلى سبورتينغ براغا)             |
| —     | البرتغال | وسط    | ريناتو سانشيز (إلى نادي روما)             |
| —     | هولندا   | وسط    | تشافي سيمونز (إلى آر بي لايبزيغ)          |
| —     | فرنسا    | مهاجم  | هوغو إيكيتيكي (إلى آينتراخت فرانكفورت)    |
| —     | المغرب   | مهاجم  | إلياس حسني (إلى نادي السد)                |
| —     | فرنسا    | مهاجم  | نواه ليمينا (إلى وولفرهامبتون واندررز)    |

### لاعبون آخرون
ملاحظة: تشير الأعلام إلى المنتخب بحسب قواعد الأهلية المعتمدة من قبل الفيفا؛ تنطبق بعض الاستثناءات المحدودة. وقد يحمل اللاعبون أكثر من جنسية لا تعترف بها الفيفا.
| الرقم | البلد     | المركز | اللاعب           |
| ----- | --------- | ------ | ---------------- |
| 31    | فرنسا     | مدافع  | إل شاداي بتشيابو |
| 32    | موريتانيا | مهاجم  | جعيدي قسمة       |
| 33    | فرنسا     | وسط    | وارن زائير إيمري |
| 34    | فرنسا     | مدافع  | تيدي ألوه        |
| 35    | فرنسا     | وسط    | إسماعيل الغربي   |
| 36    | فرنسا     | مدافع  | ثيرنو بالدي      |
| 37    | المغرب    | مدافع  | قيس ناجح         |
| 38    | فرنسا     | وسط    | إدوارد ميشوت     |
| 39    | فرنسا     | وسط    | ناثان بيتومازالا |
| 40    | إيطاليا   | حارس   | دينيس فرانتشي    |

| الرقم | البلد     | المركز | اللاعب              |
| ----- | --------- | ------ | ------------------- |
| 42    | فرنسا     | مهاجم  | سيكو يانساني        |
| 43    | فرنسا     | مهاجم  | كيني ناجيرا         |
| —     | فرنسا     | حارس   | جاريسوني إنوسنت     |
| —     | فرنسا     | حارس   | لوكاس لافالي        |
| —     | مدغشقر    | حارس   | ماتياس راندرياميامي |
| —     | فرنسا     | مدافع  | موتانابي بوديانج    |
| —     | فرنسا     | مدافع  | تيموثي بيمبيلي      |
| —     | جزر القمر | وسط    | أنفاني أحمداه       |
| —     | جزر القمر | وسط    | تيجاني توريه        |
| —     | جزر القمر | مهاجم  | صموئيل نويرو دوريات |

## الإحصائيات

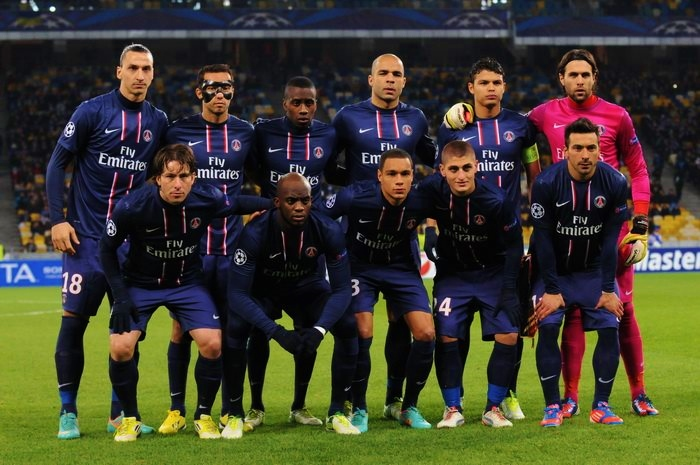
التشكيلة الأساسية لباريس سان جيرمان قبل مباراة دوري أبطال أوروبا خارج أرضه أمام دينامو كييف خلال موسم 2012–13

يحمل باريس سان جيرمان العديد من الأرقام القياسية، وأبرزها كونه النادي الفرنسي الأكثر نجاحًا في التاريخ من حيث الألقاب الرسمية التي فاز بها، بـ50 لقبًا. هم حاملو الرقم القياسي في جميع المسابقات الوطنية، حيث فازوا باثني عشر لقبًا في الدوري الفرنسي، وأربعة عشر لقبًا في كأس فرنسا، وتسعة ألقاب في كأس الرابطة، واثني عشر لقبًا في كأس الأبطال الفرنسي. كما تضم خزانة ألقابهم لقبًا واحدًا في الدوري الفرنسي الدرجة الثانية. على الصعيد الدولي، فاز باريس سان جيرمان بلقب دوري أبطال أوروبا مرة واحدة وكأس الكؤوس الأوروبية مرة واحدة وكأس إنترتوتو مرة واحدة.
إن فوزهم في كأس الكؤوس الأوروبية 1995–96 يجعل باريس سان جيرمان الفريق الفرنسي الوحيد الذي فاز بهذه الكأس، وواحدًا من ناديين فرنسيين فقط فازا ببطولة أوروبية كبرى، وأصغر فريق أوروبي يفعل ذلك. كما أنهم الفريق الوحيد الذي فاز بلقب الدوري الفرنسي بعد أن كان على قمة الجدول من الجولة الأولى حتى الجولة الأخيرة (2022–23)، وكأس فرنسا دون أن تهتز شباكه أي هدف (1992–93 و2016–17)، وخمسة ألقاب متتالية في كأس الرابطة الفرنسية (2014–2018)، وأربع بطولات كأس فرنسا متتالية (2015–2018)، وثماني بطولات في كأس الأبطال متتالية (2013–2020).
فاز باريس سان جيرمان بجميع الألقاب المحلية الأربعة في موسم واحد في أربع مناسبات. يُعرف هذا الإنجاز باسم الرباعية المحلية. أكمل الأحمر والأزرق في الثنائية المحلية، وثنائية الدوري وكأس الدوري، والثنائية المحلية، والثلاثية المحلية والدوري الفرنسي ثلاث مرات متتالية عدة مرات أيضًا. لذلك، فإن باريس سان جيرمان هو النادي صاحب أكبر عدد من الألقاب المحلية المزدوجة والدوري وكأس الرابطة، وهو أحد فريقين حققا الدوري ثلاث مرات متتالية، والفريق الوحيد الذي فاز بثنائية الكأس المحلية والثلاثية المحلية والرباعية المحلية.
منذ تأسيسه، أكمل باريس سان جيرمان 53 موسمًا، منها 50 موسمًا في أعلى درجة في كرة القدم الفرنسية، والمعروف باسم الدوري الفرنسي. في موسم 2022–23، احتفلوا بموسمهم التاسع والأربعين على التوالي في الدوري الفرنسي، مما يجعلهم النادي الأطول خدمة في المسابقة. لعب نادي باريس سان جيرمان بشكل مستمر في الدوري الفرنسي منذ موسم 1974–75 فصاعدًا. ومنذ ذلك الحين، فاز الباريسيون باثني عشر لقبًا للدوري، واحتلوا المركز الأول أكثر من أي مركز آخر. وبعد أن احتل المركز الثاني في تسع حملات بالدوري، احتل باريس سان جيرمان المركزين الأولين في 21 مناسبة. كما وصلوا إلى المراكز الخمسة الأولى 29 مرة، وهو ما يمثل أكثر من نصف مواسم النادي في الدوري الفرنسي. أدنى مركز حققه باريس سان جيرمان على الإطلاق هو المركز السادس عشر، سواء في موسم 1971–72 (أول موسم لهم في الدوري الفرنسي) وموسم 2007–08، عندما نجا من الهبوط في اليوم الأخير من الموسم، بفوزه 2–1 على سوشو.
- آخر تحديث: 31 مايو 2025
- الخط العريض يدل على لاعبين ما زالوا يلعبون للفريق.

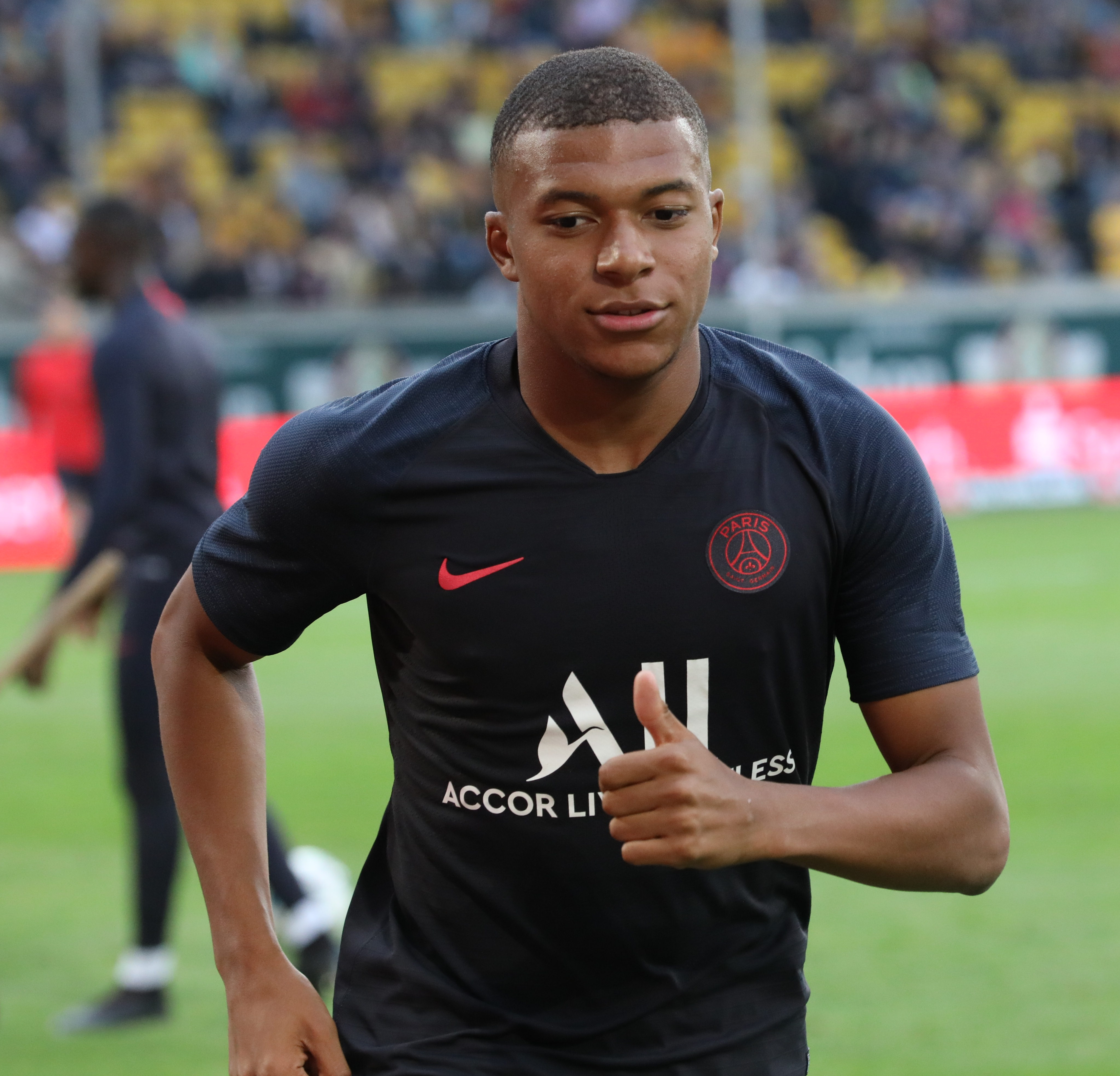
كيليان مبابي أكثر من سجل لباريس سان جيرمان عبر التاريخ.

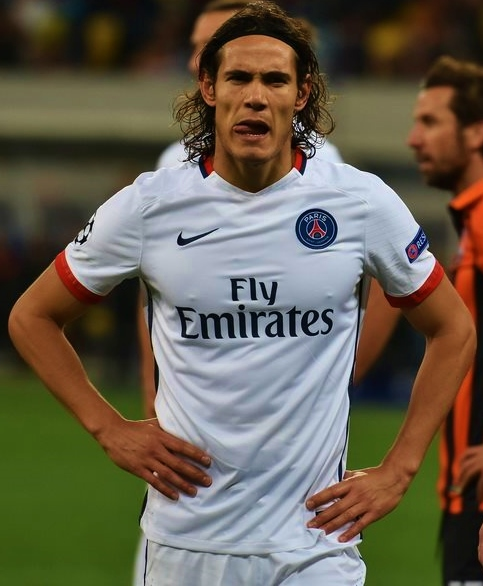
إدينسون كافاني ثاني أكثر من سجل لباريس سان جيرمان.

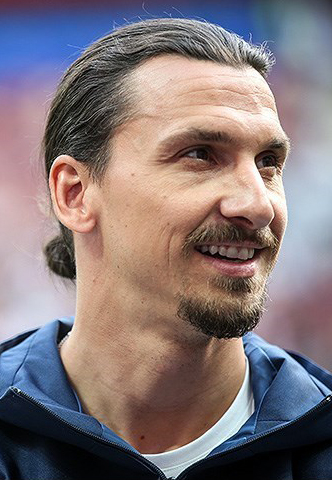
زلاتان إبراهيموفيتش ثالث أكثر من سجل لباريس سان جيرمان.

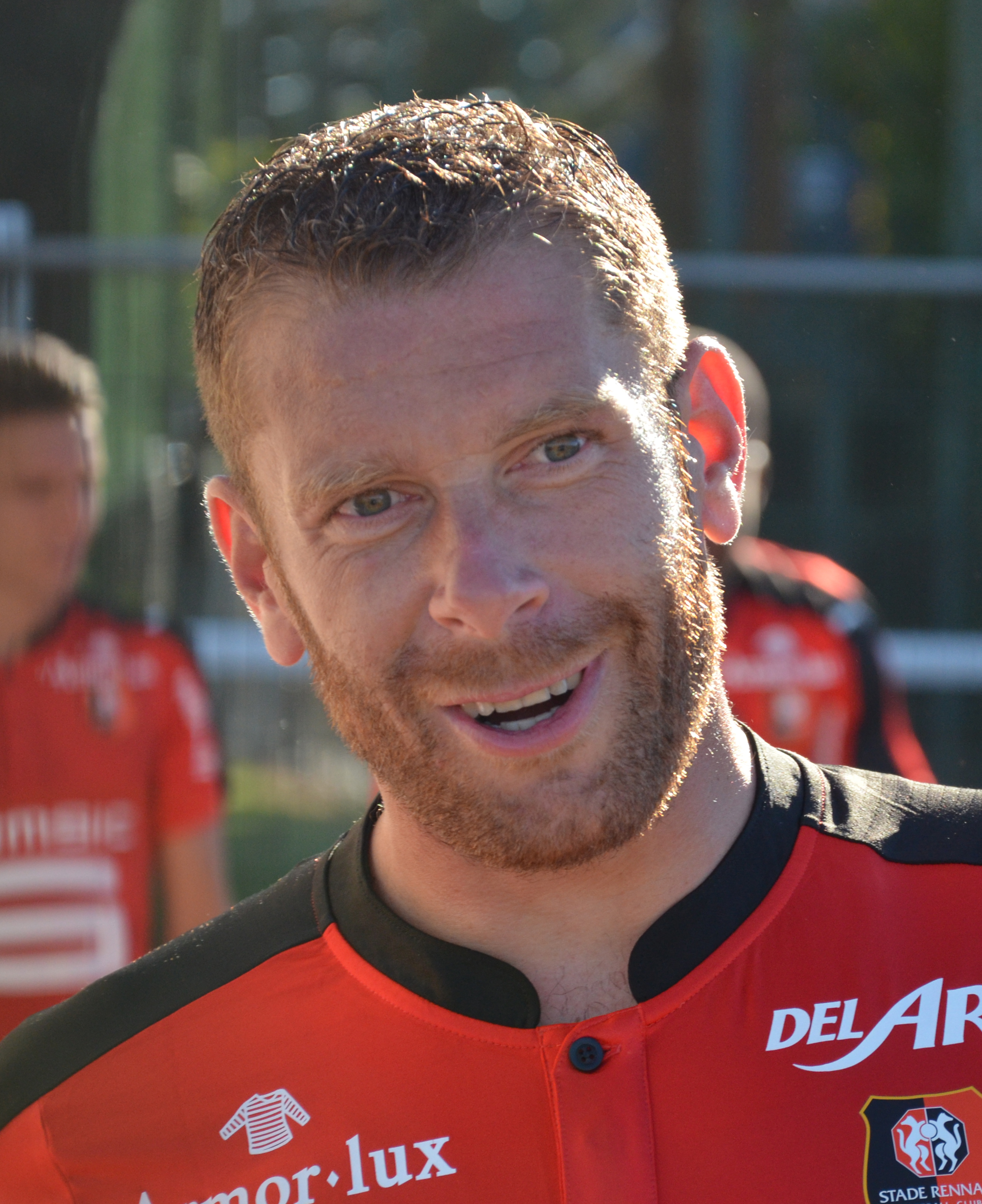
سيلفان أرمان رابع أكثر مشاركة مع باريس سان جيرمان.

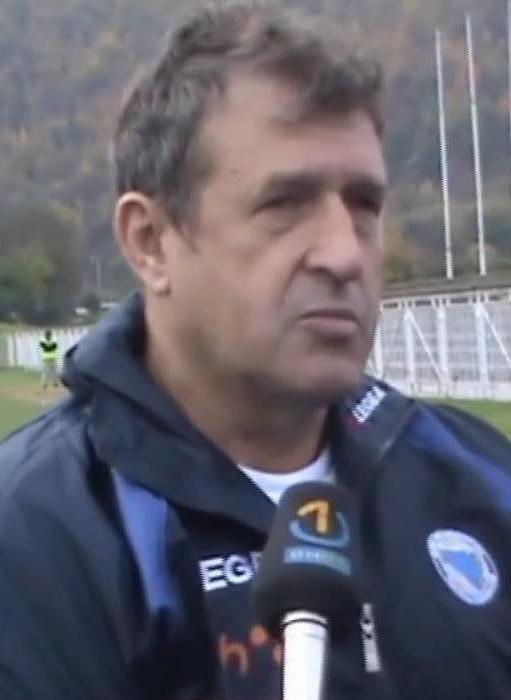
سافيت سوسيتش ثاني أكثر اللاعبين صناعة للأهداف.

### أكثر اللاعبين مشاركة
| المركز | اللاعب           | المباريات |
| ------ | ---------------- | --------- |
| 1      | ماركينيوس        | 485       |
| 2      | جان مارك بيلورجي | 435       |
| 3      | ماركو فيراتي     | 416       |
| 4      | سيلفان أرمان     | 380       |
| 5      | سافيت سوشيتش     | 344       |
| 6      | بول لوجوين       | 344       |
| 7      | برنارد لاما      | 318       |
| 8      | تياغو سيلفا      | 315       |
| 9      | مصطفى دحلب       | 310       |
| 10     | كيليان مبابي     | 307       |

### قائمة الهدافين
| المركز | اللاعب              | الأهداف |
| ------ | ------------------- | ------- |
| 1      | كيليان مبابي        | 256     |
| 2      | إدينسون كافاني      | 200     |
| 3      | زلاتان إبراهيموفيتش | 156     |
| 4      | نيمار               | 118     |
| 5      | باوليتا             | 109     |
| 6      | دومينيك روشيتو      | 100     |
| 7      | مصطفى دحلب          | 98      |
| 8      | فرانسوا مبيلي       | 95      |
| 9      | أنخيل دي ماريا      | 92      |
| 10     | سافيت سوشيتش        | 85      |

### قائمة أفضل صانعي الأهداف
| المركز | اللاعب              | التمريرات |
| ------ | ------------------- | --------- |
| 1      | أنخيل دي ماريا      | 112       |
| 2      | سافيت سوشيتش        | 103       |
| 3      | كيليان مبابي        | 96        |
| 4      | مصطفى دحلب          | 80        |
| 5      | نيمار               | 70        |
| 6      | ماركو فيراتي        | 56        |
| 7      | خافيير باستوري      | 56        |
| 8      | زلاتان إبراهيموفيتش | 53        |
| 9      | جيروم روتن          | 52        |
| 10     | لوكاس مورا          | 45        |

## المدربون

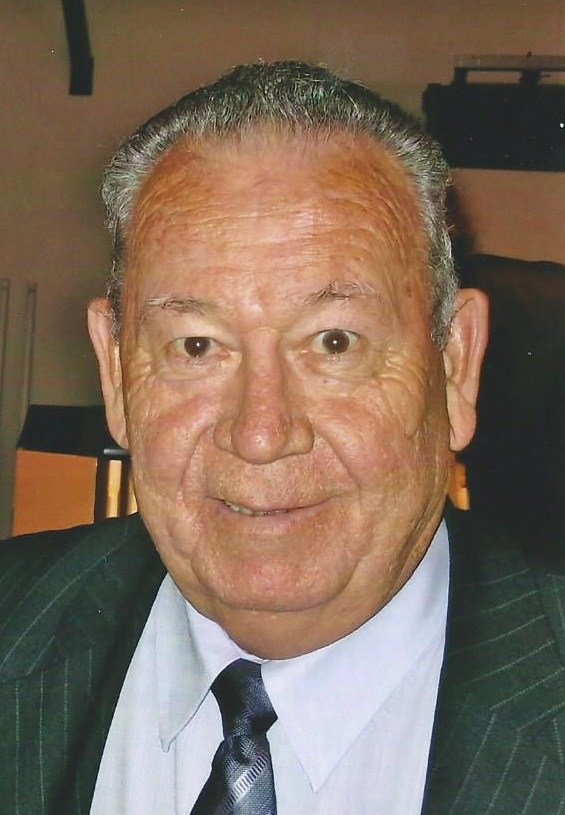
جاست فونتين أحد هدافي كأس العالم (لديه رقم قياسي تمثل في تسجيله 13 هدف في نسخة واحدة) وأحد أول من قاد الفريق في بداياته

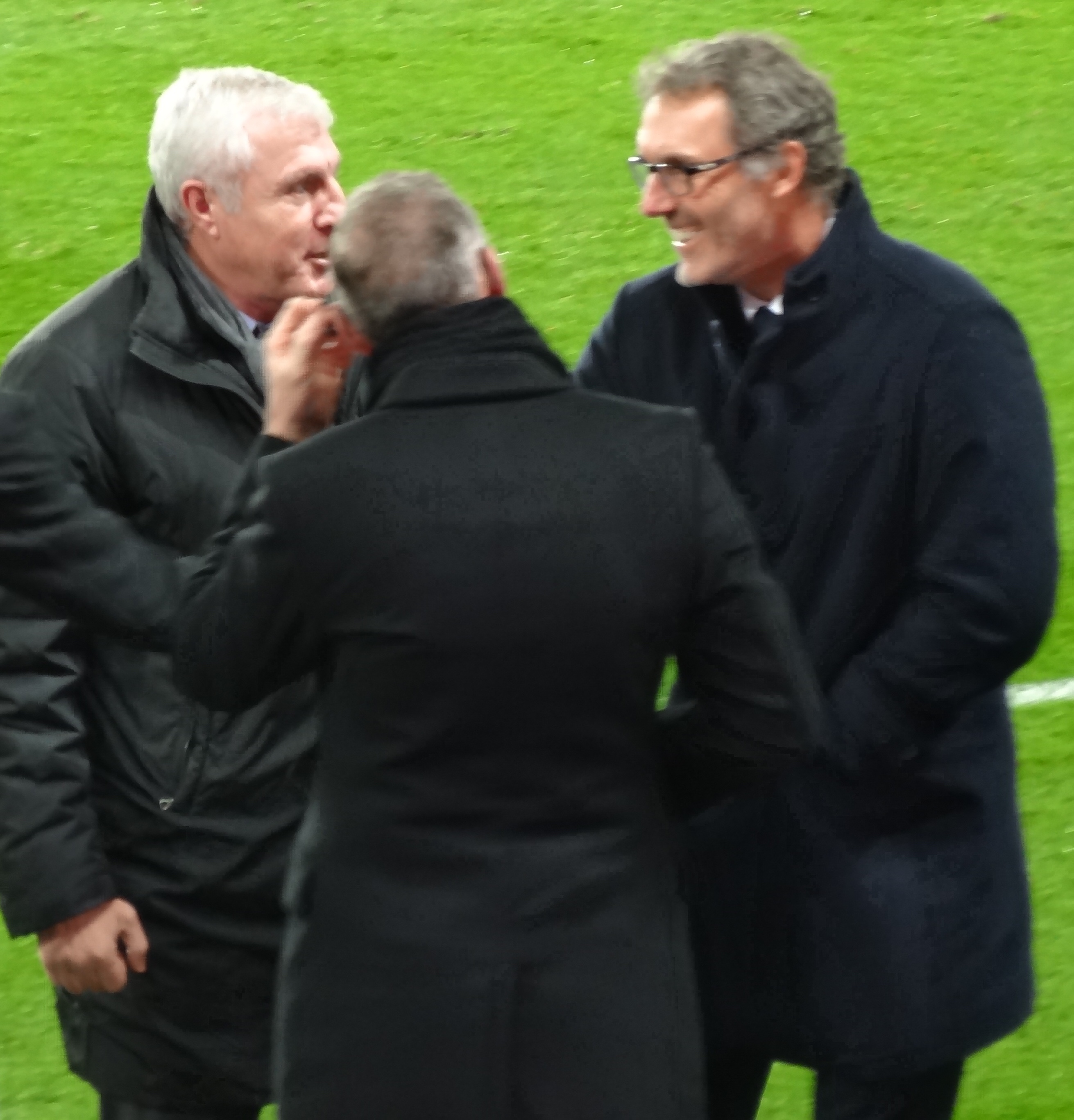
المدرب السابق للفريق لوران بلان مع لويس فيرنانديز الذي قاد النادي في فترتين سابقتين

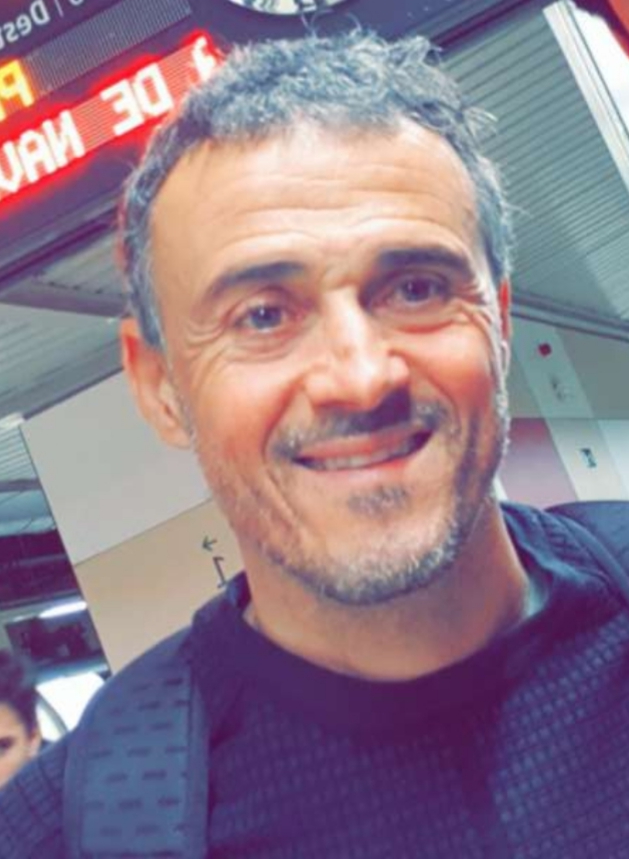
لويس إنريكي المدرب الحالي للفريق

| ترتيب | الاسم                        | الفترة                    |
| ----- | ---------------------------- | ------------------------- |
| 1     | بيير فيليبون                 | 1970-1972                 |
| 2     | روبرت فيكوت                  | 1972-1973                 |
| 3     | روبرت فيكوت وجاست فونتين     | 1973-1975                 |
| 4     | جاست فونتين                  | 1975-1976                 |
| 5     | فيلبور فوزافيتش              | 1976 - مايو 1977          |
| 6     | إيلجا بانتوفيتش بيير ألونسو  | مايو 1977                 |
| 7     | جيان-ميشيل لاركي             | 1977-1978                 |
| 8     | بيير ألونسو                  | سبتمبر - نوفمبر 1978      |
| 9     | فيلبور فيسافيتش              | نوفمبر 1978 - أكتوبر 1979 |
| 10    | بيير ألونسو وكامي شوكير      | أكتوبر 1979               |
| 11    | جورج بيروش                   | نوفمبر 1979-1983          |
| 12    | لوسيان لوديك                 | 1983 - أبريل 1984         |
| 13    | جورج بيروش                   | أبريل 1984-مارس 1985      |
| 14    | كريستيان كوست                | أبريل 1985                |
| 15    | جيرارد هولييه                | 1985 - أكتوبر 1987        |
| 16    | أريك مونبيرست                | أكتوبر 1987 - فبراير 1988 |
| 17    | أريك مونبيرست وجيرارد هولييه | فبراير-يونيو 1988         |
| 18    | توميسلاف إيفيتش              | 1988-1990                 |
| 19    | هينري ميتشل                  | 1990-1991                 |
| 20    | أرتور جورج                   | 1991-1994                 |
| 21    | لويس فيرنانديز               | 1994-1996                 |
| 22    | ريكاردو غوميز وجويل باتس     | 1996-1998                 |
| 23    | ألان جيراس                   | يونيو-أكتوبر 1998         |
| 24    | أرتور جورج                   | أكتوبر 1998 - مارس 1999   |
| 25    | فيليب بيرغيرو                | مارس 1999 - ديسمبر 2000   |
| 26    | لويس فيرنانديز               | ديسمبر 2000-2003          |
| 27    | وحيد خليلهودزيتش             | 2003-فبراير 2005          |
| 28    | لوران فورنييه                | فبراير-ديسمبر 2005        |
| 29    | جي لاكومب                    | ديسمبر 2005-يناير 2007    |
| 30    | بول لوجوين                   | يناير 2007-2009           |
| 31    | أنطوان كومباريه              | 2009-ديسمبر 2011          |
| 32    | كارلو أنشيلوتي               | ديسمبر 2011-2013          |
| 33    | لوران بلان                   | 2013-2016                 |
| 34    | أوناي إيمري                  | 2016-2018                 |
| 35    | توماس توخيل                  | 2018-2020                 |
| 36    | ماوريسيو بوتشيتينو           | 2021–2022                 |
| 37    | كريستوف غالتيير              | 2022 – يوليو 2023         |
| 38    | لويس إنريكي                  | يوليو 2023 - الآن         |

## الرؤساء

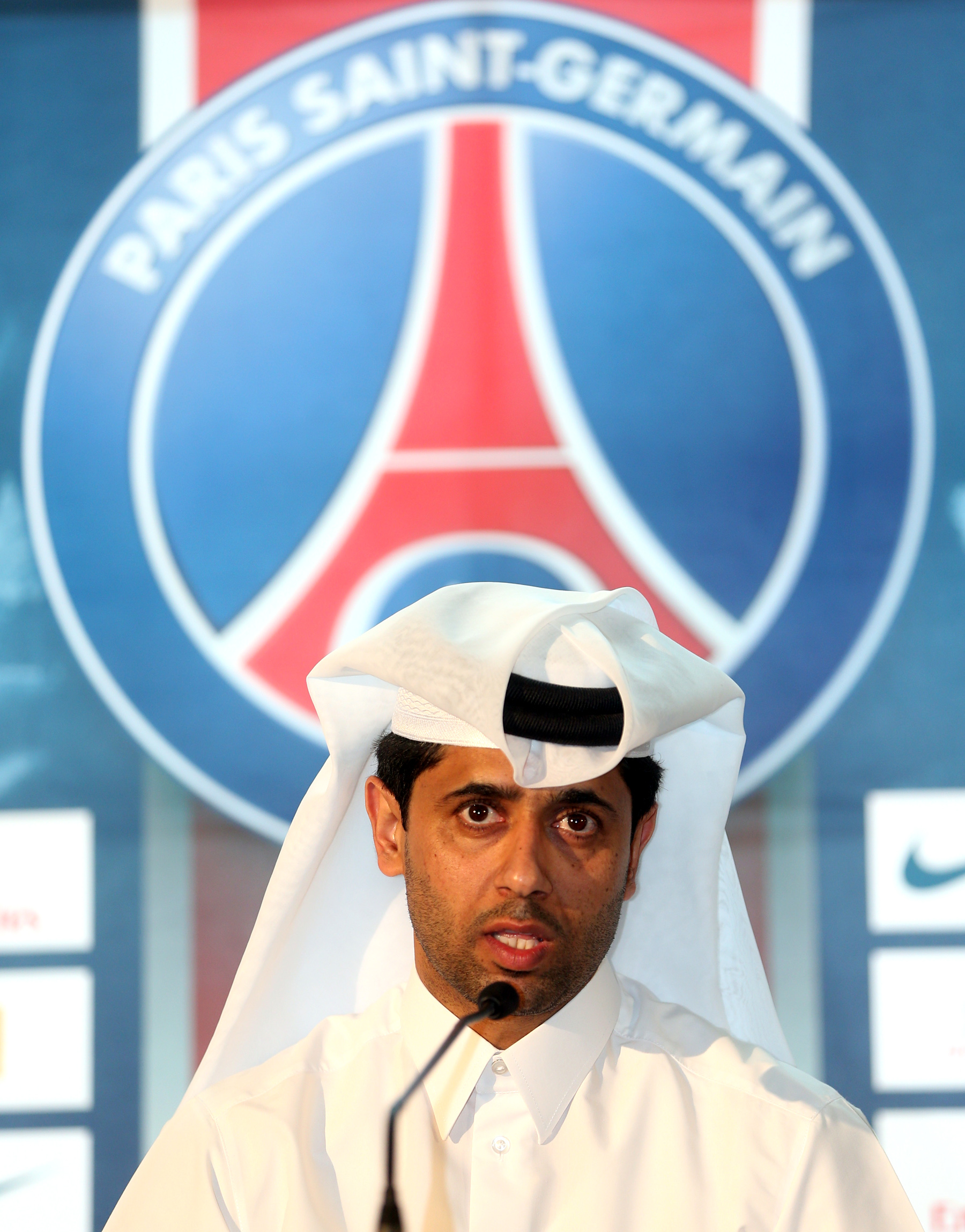
القطري ناصر الخليفي الرئيس الحالي للنادي

| ترتيب | الاسم           | الفترة    |
| ----- | --------------- | --------- |
| 1     | بيير-ايتيان جير | 1970-1971 |
| 2     | جاي كريسنت      | 1971      |
| 3     | هنري باتريل     | 1971-1973 |
| 4     | دانييل هيشتر    | 1973-1978 |
| 5     | فرانسي بوريلي   | 1978-1991 |
| 6     | ميشيل دينيسوت   | 1991-1998 |
| 7     | تشارلز بيتري    | 1998      |
| 8     | لوران بيربير    | 1998-2003 |
| 9     | فرانسي جراي     | 2003-2005 |
| 10    | بيير بلايور     | 2005-2006 |
| 11    | أليان كايزاك    | 2006-2008 |
| 12    | سيمون تاهور     | 2008      |
| 13    | تشارلز فيلانوف  | 2008-2009 |
| 14    | سيباستيان بازين | 2009      |
| 15    | روبين لوبرو     | 2009-2011 |
| 16    | بينوا روسو      | 2011      |
| 17    | ناصر الخليفي    | من 2011   |

## وصلات خارجية
- باريس سان جيرمان على موقع الموسوعة البريطانية (الإنجليزية)